# سروا، ان
سروا، ان (به فرانسوی: Servas) یک کمون در فرانسه است که در canton of Péronnas واقع شده‌است.

## خصوصیات
سروا ۱۳٫۰۵ کیلومترمربع مساحت و ۱٬۱۷۴ نفر جمعیت دارد.